# Liste der Kulturdenkmale in Schönfeld (Landkreis Meißen)
In der Liste der Kulturdenkmale in Schönfeld sind die Kulturdenkmale der sächsischen Gemeinde Schönfeld verzeichnet, die bis Januar 2022 vom Landesamt für Denkmalpflege Sachsen erfasst wurden (ohne archäologische Kulturdenkmale). Die Anmerkungen sind zu beachten.
Diese Aufzählung ist eine Teilmenge der Liste der Kulturdenkmale im Landkreis Meißen.

## Schönfeld
| Bild                                    | Bezeichnung | Lage                               | Datierung | Beschreibung | ID       |
| --------------------------------------- | --- | ---------------------------------- | --- | --- | -------- |
| Direkt Bild zu diesem Denkmal hochladen | Wegestein | (Flurstück 428, Fasanerie) (Karte) | 19. Jahrhundert | Verkehrsgeschichtlich von Bedeutung, graue Granitstele mit aufgemaltem Wanderzeichen, in der Nähe der Fasanerie | 08957200 |
|                                         | Inspektorenhaus (heute Wohnhaus) des ehemaligen Rittergutes | Freie Scholle 7 (Karte)            | Mitte 19. Jahrhundert | Massiver gründerzeitlicher Putzbau mit Ziegelsteingliederung, ortsgeschichtlich von Bedeutung. Zweigeschossig auf Polygonsockel, Segmentbogenfenster mit Backsteinornamentik und Zahnschnitt in Traufhöhe, Satteldach. | 08957147 |
| Weitere Bilder                          | Postmeilensäule | Großenhainer Straße (Karte)        | Bezeichnet mit 1722 | Kursächsische Postmeilensäule (Sachgesamtheit); Ganzmeilensäule Nr. 52, zum Teil erneuert, verkehrsgeschichtlich von Bedeutung. Mit der Inschrift „AR 1722/ Königsbrück 3 ST. 3/8/ Hayn 3 St.“. Sie wurde 1980/81 von Steinmetzmeister Peter Lager (Beucha bei Leipzig) restauriert. Dabei wurden originale Teile wiederverwendet, die Spitze wurde ersetzt. | 08957140 |
| Direkt Bild zu diesem Denkmal hochladen | Wohnhaus der ehemaligen Schmiede | Großenhainer Straße 2 (Karte)      | Bezeichnet mit 1778 | Teil der alten Ortsstruktur, einfacher Türstock mit Schlussstein, baugeschichtlich und ortsgeschichtlich von Bedeutung. Zweigeschossiger massiver Putzbau, Wand-Öffnung-Verhältnis intakt, Krüppelwalmdach, im Giebel Reste von Fachwerk, Schlussstein in Tür bezeichnet mit „F.G.B. 1778“. | 08957141 |
| Direkt Bild zu diesem Denkmal hochladen | Wohnhaus | Großenhainer Straße 8 (Karte)      | 1898 | Weitgehend original erhaltener Klinkerbau der Gründerzeit, im Ortsbild singulär, baugeschichtlich von Bedeutung. Ehemaliger Kommissionshandel, zweigeschossiger Klinkerbau mit roten Ziegelzierbändern, profilierte Gurtgesimse, Zahnschnitt in Traufhöhe, unter den Obergeschoss-Fenstern Vierpassmotiv, originale Fenster und Tür, zweiachsiger Mittelrisalit, 6:2 Achsen, Satteldach. | 08957139 |
| Direkt Bild zu diesem Denkmal hochladen | Wohnstallhaus eines Dreiseithofes | Großenhainer Straße 34 (Karte)     | Mitte 19. Jahrhundert | Teil der alten Ortsstruktur, Obergeschosse in Fachwerkbauweise, baugeschichtlich von Bedeutung. Erdgeschoss massiv, Giebel verbrettert (überformt), Satteldach. Ehemals denkmalgeschütztes Auszugshaus (Erdgeschoss Bruchstein, Sandsteingewände, Sattel-, zum Teil Frackdach) zwischen 2008 und 2016 abgerissen. | 08957138 |
| Weitere Bilder                          | Grabanlage mit Einfriedung auf dem Friedhof, darin drei Grabmale der Familie von Burgk sowie ein Wappen                                                                               | Königsbrücker Straße (Karte)       | 1903–1931 | Ortsgeschichtliche Bedeutung. 1. Grabmal: Gabriele Freifrau von Burgk, geb. von Boxberg, geb. 10.2.1860, gest. 22.11.1931 2. Grabmal: Karl Friedr. August Max Freiherr von Burgk, Königlich-Sächsischer Kammerherr, geb. 23.6.1853, gest. 8.11.1931, Wappen 3. Grabmal: Gerhardt Freiherr von Burgk, geb. 1903, gest. 1903, schmiedeeiserner Zaun | 08957153 |
| Weitere Bilder                          | Wohnstallhaus eines Bauernhofes | Königsbrücker Straße 2a (Karte)    | 1834 | Teil der alten Ortsstruktur, weitgehend original erhalten, baugeschichtlich von Bedeutung. Erdgeschoss massiv, Obergeschoss Fachwerk, verbrettert, Giebel verbrettert, Sandsteingewände, im Obergeschoss originale Fenster, Krüppelwalmdach. | 08957150 |
| Weitere Bilder                          | Auszugshaus eines Bauernhofes | Königsbrücker Straße 6a (Karte)    | Mitte 19. Jahrhundert | Teil der alten Ortsstruktur, sozialgeschichtlich von Bedeutung. Eingeschossiger Bruchsteinbau, verputzt, Sandsteingewände, Rundbogenfenster im Giebel, Sandsteingewände, Satteldach. | 08957149 |
| Weitere Bilder                          | Kirche mit Ausstattung | Liegaer Straße (Karte)             | Anfang 16. Jahrhundert, später überformt (Kirche); um 1560/80 (Denkmal des Hans von der Sahla); bezeichnet mit 1710 (Taufschale); 1878 (Orgel) | Schlichte Saalkirche mit Satteldach und Westturm, wohl mittelalterlichen Ursprungs, von barocken Umbauten geprägt, baugeschichtlich und ortsgeschichtlich von Bedeutung. Im Osten dreiseitig geschlossen, wohl mittelalterlichen Ursprungs, heutige Gestalt durch zahlreiche Umbauten des 18. und 19. Jahrhunderts geprägt. Der Turm von 1769. Das Äußere schlicht, Spitzbogenfenster. Im Inneren flachgedeckter Emporensaal. Tür zur Sakristei an der Nordseite spitzbogig. Taufengel, gute Schnitzarbeit, Schale bezeichnet mit 1710. Kleinere Schleifladenorgel von Karl Traugott Stöckel, 1878. Im Turmuntergeschoss Denkmal des Hans von der Sahla, um 1560/80. Beachtlich die bewegte Haltung des gerüsteten Mannes (Dehio Sachsen I, 1996). | 08957142 |
|                                         | Denkmal für die Gefallenen des Ersten Weltkrieges und Gedenkbaum (Gartendenkmal) mit Erinnerungsstein auf dem Kirchhof                                                                | Liegaer Straße (Karte)             | 1889 (Wettin-Eiche); bezeichnet mit 1889 (Gedenkstein Wettin-Eiche); nach 1918 (Kriegerdenkmal)                                                | Wettin-Eiche erinnert an die Pflanzung der Eiche zum Jubiläum des Hauses Wettin, ortsgeschichtlich von Bedeutung. - Kriegerdenkmal: dreistufig getreppter Sockel, darauf Steinkubus mit kniendem Soldaten, freier Oberkörper mit Umhang und Stahlhelm, in der linken Hand Kranz aus Eichenlaub, in der rechten Schwert, Inschrifttafel aus Porphyrtuff, auf Rückseite bezeichnet mit „Geb. Heidl Rochlitz“ - Gedenkstein: grauer Granitkubus mit Inschrift „Wettin-Eiche 1889“ | 08957143 |
| Direkt Bild zu diesem Denkmal hochladen | Ehemalige Schule (heute Wohnhaus) | Liegaer Straße 7 (Karte)           | Bezeichnet mit 1897–1898 | Historistisches Gebäude, Putzfassade mit Mittelrisalit, ortsgeschichtlich von Bedeutung. Zweigeschossiger massiver Putzbau, auf Polygonsockel, profiliertes Kranzgesims, Erdgeschoss Segmentbogenfenster, Obergeschoss gerade Bedachung, Biberschwanz-Kronendeckung, Mittelrisalit mit Volutenbekrönung und Inschrift über Tür „Gott segne die Saat / erbauet 1897–1898“. | 08957144 |
|                                         | Pferdestall des ehemaligen Rittergutes | Liegaer Straße 12a (Karte)         | 19. Jahrhundert | Massiver Putzbau der Gründerzeit, ortsgeschichtlich von Bedeutung. Eingeschossig, mit Okuli im Drempel, Zahnschnitt in Traufhöhe, im Giebel Okulus, Satteldach. | 08957203 |
| Direkt Bild zu diesem Denkmal hochladen | Ehemalige Reithalle | Liegaer Straße 31 (Karte)          | Um 1900 | Eine der wenigen erhaltenen Reithallen in Sachsen aus der Gründerzeit, ortsgeschichtlich von Bedeutung. Eingeschossiger Putzbau über zehneckigem Grundriss mit großem Runddach und weitem Dachüberstand, Dachbekrönung, zum Teil Sandsteingewände, zum Teil überformt. | 08957152 |
|                                         | Ehemaliges Forsthaus (heute Wohnhaus) | Parkweg 9 (Karte)                  | Um 1890 | Einfaches Zeugnis der Gründerzeit im Landhausstil, mit Fachwerkelementen, baugeschichtlich von Bedeutung. Eingeschossiger Putzbau, Zierfachwerk, Fensterläden, Segmentbogenfenster, reiche Dachlandschaft, Auslucht mit Holzkonstruktion, Putzgliederung. | 08957124 |
| Weitere Bilder                          | Schloss Schönfeld bei Großenhain (Sachgesamtheit) | Straße der Jugend 1, 3 (Karte)     | 1889–1893 | Sachgesamtheit Schloss Schönfeld bei Großenhain mit folgenden Einzeldenkmalen: Gebäudegruppe Großes Schloss (Nr. 1) mit zeittypischer wandfester Ausstattung und Kleines Schloss (Nr. 3), dazu Einfriedung mit Toranlage (08957145), drei Gedenksteinen (08957146) sowie Schlosspark (Gartendenkmal); weitgehend original erhaltene Schlossanlage mit herausragender architektur-, kunst- und ortshistorischer und landschaftsgestaltender Bedeutung. Großes Schloss (mit Sitznischenportal) im Stil der Neorenaissance, Architekt: Gotthilf Ludwig Möckel, Dresden. Offener englischer Landschaftspark mit künstlichem Teich, ca. 6,4 ha, siehe Dehio Sachsen I, S. 790/791.                                                                      | 09302231 |
| Weitere Bilder                          | Gebäudegruppe Großes Schloss (Nr. 1) mit zeittypischer wandfester Ausstattung und Kleines Schloss (Nr. 3), dazu Einfriedung mit Toranlage (Einzeldenkmale zu Sachgesamtheit 09302231) | Straße der Jugend 1, 3 (Karte)     | 1560–1590 (Kleines Schloss); 1882–1884, im Kern älter (Großes Schloss); 1882–1884 (Wirtschaftsbauten sowie Wand- und Deckenbild)               | Einzeldenkmale der Sachgesamtheit Schloss Schönfeld bei Großenhain; Großes Schoß mit eigentlichem Schlossgebäude, Verbindungsbau, Großem Turm, Tordruchfahrt, Küchenflügel (Küchentrakt), kleinem Turm und Wirtschaftsflügel (Wirtschaftsgebäude), Kleines Schloß mit eigentlichem Schlossgebäude und Wirtschaftsgebäude (Wagenremise), weitgehend original erhaltene Schlossanlage mit herausragender architektur-, kunst- und ortshistorischer Bedeutung. Ehem. Renaissanceschloss, heute in Formen der Neorenaissance, umgebaut von G. L. Möckel, führender Kirchenarchitekt seiner Zeit in Sachsen, siehe Dehio Sachsen I, S. 790/791. | 08957145 |
|                                         | Königsteine: Drei Gedenksteine (Einzeldenkmale zu Sachgesamtheit 09302231) | Straße der Jugend 1, 3 (Karte)     | Nach 1913 | Einzeldenkmale der Sachgesamtheit Schloss Schönfeld; als Königsteine von ortshistorischer Bedeutung als Zeugnis für die Wettinische Jagdtradition im Schönefelder Wald. Drei Steine aus rotem Granit: - 1. „Zur Erinnerung an Se. Majestät König Friedr. August 1883–1913“ - 2. „Zur Erinnerung an Se. Majestät König Albert, den 19. Dec. 1901“ - 3. „Zur Erinnerung an Se. Majestät König Georg, den 3. Dec. 1903“ | 08957146 |
|                                         | Villa | Straße der Jugend 4 (Karte)        | Um 1910 | Singulär im Ortsbild, repräsentatives Gründerzeitgebäude mit Gesprenge-Giebel, baugeschichtlich von Bedeutung. Zweigeschossiger Putzbau über vielgliedrigem Grundriss, im Obergeschoss Zierfachwerk, originale Fenster, reiche Dachlandschaft, Biberschwanzdeckung. | 08957148 |
| Direkt Bild zu diesem Denkmal hochladen | Wegestein | Straße der MTS (Karte)             | 19. Jahrhundert | Verkehrsgeschichtlich von Bedeutung, graue Granitstele mit aufgemaltem Wanderzeichen | 08957201 |

## Böhla b. Ortrand
| Bild           | Bezeichnung                                                                            | Lage                       | Datierung             | Beschreibung | ID       |
| -------------- | -------------------------------------------------------------------------------------- | -------------------------- | --------------------- | --- | -------- |
|                | Sächsisch-Preußischer Grenzstein: Pilar Nr. 151 sowie drei Läufersteine                | (Flurstück 456/1) (Karte)  | Nach 1828             | Siehe auch Sachgesamtheit 09305644; vermessungsgeschichtlich und landesgeschichtlich von Bedeutung als Zeitdokument der historischen Grenzziehung zwischen Sachsen und Preußen nach dem Wiener Kongress 1815. Sandstein-Stumpf des ehemaligen Grenzsteins KP 151 und neu ergänzte Granitstele mit eingemeißelter Zahl 151. | 08957198 |
|                | Sächsisch-Preußischer Grenzstein: Pilar Nr. 152 sowie fünf Läufersteine                | (Flurstück 80) (Karte)     | Nach 1828             | Siehe auch Sachgesamtheit 09305644; vermessungsgeschichtlich und landesgeschichtlich von Bedeutung als Zeitdokument der historischen Grenzziehung zwischen Sachsen und Preußen nach dem Wiener Kongress 1815. Schlanke, scharrierte Sandsteinstele, ca. 1,50 m hoch, mit flachem, pyramidalem Abschluss und ringsum eingemeißelten Schriftfeldern für Nummer und Länderkürzel KS/ KP direkt auf der Grenzlinie, dazwischen fünf Läufersteine in unregelmäßigen Abständen. | 08957194 |
| Weitere Bilder | Steinkreuz                                                                             | (Flurstück 414) (Karte)    | 16./17. Jahrhundert   | Frühneuzeitliches oder mittelalterliches Mord- und Sühnekreuz, ortshistorische Bedeutung, Steinkreuz aus Sandstein | 08957134 |
| Weitere Bilder | Wohnstallhaus eines ehemaligen Dreiseithofes                                           | Dorfstraße 27 (Karte)      | Um 1870               | Gründerzeitlicher Massivbau mit Zwillingsfenster im Giebel, zeit- und landschaftstypisches Gebäude, baugeschichtlich von Bedeutung. Zweigeschossiger Bruchsteinbau, verputzt, Mezzaningeschoss, Putznutung an den Ecken, Gurtgesimse, Sandsteinfenstergewände, Doppelfenster und Okuli im Giebel, Satteldach. | 08957131 |
| Weitere Bilder | Grenzstein Staatsforst Cosel                                                           | Oberweg 16 (bei) (Karte)   | Vor 1945              | Forstgrenzstein, orts- und landesgeschichtliche Bedeutung. Kleiner Granitkubus mit halbrundem oberen Abschluss, Inschrift „Staatsforst Cosel“. | 08957196 |
|                | Wegestein                                                                              | Ortrander Straße (Karte)   | 19. Jahrhundert       | Verkehrshistorische Bedeutung, graue Granitstele ohne Inschrift | 08957127 |
| Weitere Bilder | Seitengebäude des ehemaligen Rittergutes sowie geborgener Wappenstein des Herrenhauses | Ortrander Straße 2 (Karte) | Mitte 18. Jahrhundert | Ortshistorische Bedeutung, wissenschaftliche Dokumentation. - Seitengebäude: massiver Putzbau mit hohem Krüppelwalmdach, drei mächtige Stützpfeiler am Giebel, saniert - Herrenhaus: zweigeschossiger massiver Putzbau mit hohem Walmdach, Sandsteinportal mit Wappen, originale Tür, Wand-Öffnung-Verhältnis intakt Barockes Herrenhaus mit schönem Portal, vor 2011 abgebrochen (Abbruchgenehmigung lag vor).                                                           | 08957133 |
| Weitere Bilder | Wegestein                                                                              | Pflaumenallee (Karte)      | 19. Jahrhundert       | Von ortshistorischer Relevanz, graue Granitstele mit T-Aussparung im ehemaligen Staatsforst Cosel, Pflaumenallee war ehemalige Bezirksstraße | 08957128 |
| Weitere Bilder | Wegestein                                                                              | Pflaumenallee (Karte)      | 19. Jahrhundert       | Verkehrshistorische Bedeutung, graue Granitstele ohne Inschrift | 08957129 |

## Kraußnitz
| Bild           | Bezeichnung                                                                           | Lage                                       | Datierung                                                  | Beschreibung | ID       |
| -------------- | ------------------------------------------------------------------------------------- | ------------------------------------------ | ---------------------------------------------------------- | --- | -------- |
| Weitere Bilder | Sächsisch-Preußischer Grenzstein: Pilar Nr. 153 sowie 46 Läufersteine                 | (Flurstück 61) (Karte)                     | Nach 1828                                                  | Siehe auch Sachgesamtheit 09305644; vermessungsgeschichtlich und landesgeschichtlich von Bedeutung als Zeitdokument der historischen Grenzziehung zwischen Sachsen und Preußen nach dem Wiener Kongress 1815. Pyramidenstumpf aus Granit direkt auf der Grenzlinie, gegenüberliegend ehemals eingemeißelt Nummer und Landeskürzel K.P.–K.S., dazwischen 46 Läufersteine in unregelmäßigen Abständen, Stein stark abgewittert, Beschriftung nicht mehr erkennbar.                                              | 08957136 |
|                | Sächsisch-Preußischer Grenzstein: Pilar Nr. 155 sowie vier Läufersteine               | (Flurstück 216/1) (Karte)                  | Nach 1828                                                  | Siehe auch Sachgesamtheit 09305644; vermessungsgeschichtlich und landesgeschichtlich von Bedeutung als Zeitdokument der historischen Grenzziehung zwischen Sachsen und Preußen nach dem Wiener Kongress 1815. Kubus aus Sandstein direkt auf der Grenzlinie, gegenüberliegend eingemeißelt Nummer 155 und Landeskürzel K.P.–K.S., zugehörig vier Läufersteine in unregelmäßigen Abständen auf der Grenzlinie, Landeskürzel wurden nachträglich entfernt.                                                      | 09305486 |
|                | Sächsisch-Preußischer Grenzstein: Pilar Nr. 157 sowie 27 Läufersteine                 | (Flurstück 128/2) (Karte)                  | Nach 1828                                                  | Siehe auch Sachgesamtheit 09305644; vermessungsgeschichtlich und landesgeschichtlich von Bedeutung als Zeitdokument der historischen Grenzziehung zwischen Sachsen und Preußen nach dem Wiener Kongress 1815. Scharrierter Sandsteinkubus mit allseitig eingemeißelter Nummer 157 und Länderkürzel KS/ KP (zwei Seiten mit Schriftfeld, zwei Seiten ohne) direkt auf der Grenzlinie, zugehörig 27 Läufersteine in unregelmäßigen Abständen auf der Grenzlinie, Stein an Ecken und Kanten abgeplatzt.          | 09305488 |
| Weitere Bilder | Wegestein                                                                             | Alte Blochwitzer Straße (Karte)            | 19. Jahrhundert                                            | Verkehrshistorische Bedeutung, grauer Granit, Inschrift „Blochwitz/ Ortrand/ Linz“ | 08957123 |
| Weitere Bilder | Gasthaus und Seitengebäude eines Gasthofes („Gasthof Graf“)                           | Dorfstraße 2 (Karte)                       | Anfang 19. Jahrhundert (Seitengebäude); um 1900 (Gasthaus) | Gasthaus gründerzeitlicher Massivbau mit Zwillingsfenster im Giebel, Seitengebäude Obergeschoss Fachwerk, baugeschichtliche und ortshistorische Bedeutung. - Gasthaus: zweigeschossiger massiver Putzbau, Putznutung an den Ecken, originale Fenster, Satteldach, im hinteren Teil Stall und Saal (Drempel mit Okuli) - Seitengebäude: Erdgeschoss massiv, Obergeschoss Fachwerk, Krüppelwalmdach. Scheune (massiver Putzbau, Satteldach) vor 2011 abgebrochen.                                               | 08957120 |
| Weitere Bilder | Herrenhaus des Rittergutes mit Gutspark (Gartendenkmal) sowie Wassertrog vor dem Haus | Finkenmühlenweg 3 (Karte)                  | Bezeichnet mit 1771                                        | Schlichtes barockes Herrenhaus eines Rittergutes mit originalem Portal und Wappenstein darüber, Teil der alten Ortsstruktur, Gutspark mit Teich, baugeschichtlich und ortsgeschichtlich von Bedeutung. Zweigeschossiger massiver Putzbau auf Sockelgeschoss, 7:3 Achsen, Freitreppe, Segmentbogentür mit Schlussstein, darüber Wappen, bezeichnet mit 1771, Krüppelwalmdach, scharrierte Sandsteintränke vor dem Gebäude.                                                                                     | 08957118 |
|                | Sächsisch-Preußischer Grenzstein: Pilar Nr. 156 sowie zwei Läufersteine               | Großenhainer Straße 1a (gegenüber) (Karte) | Nach 1828                                                  | Siehe auch Sachgesamtheit 09305644; vermessungsgeschichtlich und landesgeschichtlich von Bedeutung als Zeitdokument der historischen Grenzziehung zwischen Sachsen und Preußen nach dem Wiener Kongress 1815. Schlanke Sandsteinstele, ca. 1,50 m hoch, mit gegenüberliegend eingemeißelten Schriftfeldern für Nummer 156 und Länderkürzel KS/ KP direkt auf der Grenzlinie, zwei zugehörige Läufersteine in unregelmäßigen Abständen auf der Grenzlinie.                                                     | 09305487 |
|                | Sächsisch-Preußischer Grenzstein: Pilar Nr. 154 sowie 11 Läufersteine                 | Ponickauer Straße (Karte)                  | Nach 1828                                                  | Siehe auch Sachgesamtheit 09305644; vermessungsgeschichtlich und landesgeschichtlich von Bedeutung als Zeitdokument der historischen Grenzziehung zwischen Sachsen und Preußen nach dem Wiener Kongress 1815. Pyramidenstumpf aus Sandstein mit Plinthe direkt auf der Grenzlinie, gegenüberliegend eingemeißelt Nummer und Landeskürzel K.P.–K.S. (Beschriftung nachträglich entfernt), dazwischen 11 Läufersteine in unregelmäßigen Abständen, Stein stark abgewittert, möglicherweise auf Flurstück 215/2. | 08957122 |

### Ehemaliges Kulturdenkmal inKraußnitz
| Bild                                    | Bezeichnung | Lage                            | Datierung           | Beschreibung | ID       |
| --------------------------------------- | ----------- | ------------------------------- | ------------------- | --- | -------- |
| Direkt Bild zu diesem Denkmal hochladen | Gedenkstein | Finkenmühlenweg 3 (bei) (Karte) | Bezeichnet mit 1935 | Erinnert an Errichtung der ersten Neusiedlung, ortshistorische Bedeutung. Inschrift „Zur Erinnerung an die Errichtung der ersten Neusiedlung im Bezirk ... Amts...“. | 08957137 |

## Liega
| Bild                                    | Bezeichnung                                     | Lage                         | Datierung                               | Beschreibung | ID       |
| --------------------------------------- | ----------------------------------------------- | ---------------------------- | --------------------------------------- | --- | -------- |
| Direkt Bild zu diesem Denkmal hochladen | Sägemaschine eines Sägewerkes (Kaltenbachmühle) | Kaltenbachweg 1 (Karte)      | Bezeichnet mit 1892                     | Original erhalten und funktionstüchtige Sägemaschine des 19. Jahrhunderts, technikgeschichtlich bedeutsam. Gusseiserne Sägemaschine, bezeichnet mit „König Friedrich August Hütte/ No. 491 Potschappel bei Dresden 1892“. | 08957108 |
| Direkt Bild zu diesem Denkmal hochladen | Gasthof „Zum Wegweiser“ (ohne Anbauten)         | Schönfelder Straße 1 (Karte) | Bezeichnet mit 1928, im Kern wohl älter | Schlichter massiver Putzbau, ortshistorische Bedeutung. Zweigeschossig, traufständig, 8:3 Achsen, Putzfaschen, Kranzgesims, Krüppelwalmdach, im Schlussstein bezeichnet mit 1928.                                         | 08957125 |

### Ehemaliges Denkmal (Liega)
| Bild                                    | Bezeichnung                                     | Lage                   | Datierung                 | Beschreibung | ID       |
| --------------------------------------- | ----------------------------------------------- | ---------------------- | ------------------------- | --- | -------- |
| Direkt Bild zu diesem Denkmal hochladen | Wohnstallhaus und Einfriedung eines Bauernhofes | Hauptstraße 23 (Karte) | 1. Hälfte 19. Jahrhundert | Authentisch erhaltenes Bauernhaus als Teil der alten Ortsstruktur, baugeschichtlich von Bedeutung. - Wohnstallhaus: Erdgeschoss und Giebel massiv, Obergeschoss Fachwerk, verbrettert, zum Teil originale Fenster und Winterfenster, Schieferdach - Seitengebäude: Bruchstein verputzt, Giebel mit Putzgliederung, eingeschossig mit Drempel, Seitengebäude um 1870 erbaut und vor 2011 abgebrochen - alter Lattenzaun Zwischen 2008 und 2016 abgerissen. | 08957126 |

## Linz
| Bild                                    | Bezeichnung | Lage                           | Datierung                                                            | Beschreibung | ID       |
| --------------------------------------- | --- | ------------------------------ | -------------------------------------------------------------------- | --- | -------- |
| Direkt Bild zu diesem Denkmal hochladen | Freiherr-von-Palm-Gedenkstein mit Eiche | (Flurstück 1271) (Karte)       | 1856                                                                 | Findling, darauf Inschrift („Frhr. von Palm“) und eingearbeitete Zweige (bzw. Eichenlaub), personengeschichtlich von Bedeutung | 09304042 |
| Weitere Bilder                          | Sachgesamtheit Königlich-Sächsische Triangulierung („Europäische Gradmessung im Königreich Sachsen“); Station 68, Galgenberge (Triangulationssäule) | (Flurstück 1272/2) (Karte)     | Bezeichnet mit 1866                                                  | Station 2. Ordnung, bedeutendes Zeugnis der Geodäsie des 19. Jahrhunderts, vermessungsgeschichtlich von Bedeutung. Vermessungssäule aus Laußnitzer Granit, Schaft ohne Abdeckplatte, quadratischer Grundriss mit Inschrift „Station / GALGENBERGE / der / Kön:Sächs: / Triangulierung / 1866“, Höhe 1,70 m, Kantenlänge oben 44 cm, hoher abgesetzter unbehauener Sockel. Der Stationsname Galgenberge ist wohl damit zu erklären, dass ca. 100 m nördlich noch ein ähnlich hoher Berg existiert. Auf beiden haben sich früher Galgen befunden. Die Sowjetarmee nutzte den Galgenberg regelmäßig als mobile Funkstation. Dabei wurden in die Säule Zeichen eingemeißelt. Sie wurde vor 1964 vom Sockel gestoßen und im Wald verkippt. In der nahen Umgebung befanden sich bis 2001 Feuerwachtürme zunächst aus Stahl, dann aus Holz aus einem ehemaligen trigonometrischen Hochsignal entstanden und zuletzt aus Beton. 1994 regte Siegmar Poppe aus Blochwitz die Wiederaufstellung der gefundenen Säule an. Der Linzer Oberförster Reiner Küchler ließ den Pfeiler sandstrahlen und Ende 1994 von seinen Mitarbeitern auf dem noch vorhandenen Sockel aufstellen. Die Deckplatte blieb aber verschollen. Die ca. 1,70 m hohe Säule aus Laußnitzer Granit wurde 1866 von Gradmessungsassisstent Friedrich Robert Helmert (1843–1917) eingemessen und aufgestellt. Die Inschrift legt Zeugnis davon ab. | 08957154 |
|                                         | Seitengebäude eines Bauernhofes | Im Rittergut 7 (Karte)         | Mitte 18. Jahrhundert                                                | Teil der alten Ortsstruktur an der ehemaligen Wasserburg, Giebelseite mit Sandstein-Fenstergewänden, baugeschichtlich von Bedeutung. Massiver eingeschossiger Putzbau mit Dachausbau, Krüppelwalmdach. | 08957111 |
| Direkt Bild zu diesem Denkmal hochladen | Wasserburg Linz (Sachgesamtheit) | Im Rittergut 7 (neben) (Karte) | 11./12. Jahrhundert                                                  | Sachgesamtheit Wasserburg Linz, mit Umfassungsmauer sowie zwei zuführende Brücken der ehemaligen Wasserburg (08957112) und Wassergraben (Sachgesamtheitsteil); ortsgeschichtlich und siedlungsgeschichtlich bedeutend | 09303821 |
|                                         | Umfassungsmauer und zwei zuführende Brücken der ehemaligen Wasserburg (Einzeldenkmale zu Sachgesamtheit 09303821)                                   | Im Rittergut 7 (Karte)         | 11./12. Jahrhundert                                                  | Einzeldenkmale der Sachgesamtheit Wasserburg Linz; orts- und siedlungsgeschichtlich bedeutend. - Umfassungsmauer: auf unregelmäßigem Grundriss, aus Bruchsteinmauerwerk, mit mächtigen Stützpfeilern - eine Zwei- und eine Dreibogenbrücke: mit schmiedeeisernen Geländern, Bruchsteinmauerwerk, teils verputzt, teils erneuert | 08957112 |
| Weitere Bilder                          | Wohnhaus eines Dreiseithofes, ohne Anbau | Linzer Hauptstraße 50 (Karte)  | Mitte 19. Jahrhundert                                                | Teil der alten Ortsstruktur, Obergeschoss Fachwerk verputzt, baugeschichtlich von Bedeutung. Erdgeschoss massiv, Krüppelwalmdach, zum Teil originale Fenster. | 08957114 |
| Weitere Bilder                          | Wohnhaus (Weinberghaus) | Linzer Hauptstraße 62 (Karte)  | Um 1800                                                              | Obergeschoss Fachwerk verputzt, baugeschichtlich und regionalgeschichtlich bedeutsam. Erdgeschoss massiv, originale Fenstergrößen, Krüppelwalmdach. | 08957117 |
| Direkt Bild zu diesem Denkmal hochladen | Ehemalige Schule, heute Wohnhaus | Mühlenstraße 14 (Karte)        | Mitte 19. Jahrhundert                                                | Einfacher Massivbau, Teil der alten Ortsstruktur in Kirchnähe, ortsgeschichtlich von Bedeutung. Zweigeschossiger Putzbau mit Sandsteingewänden, Wand-Öffnung-Verhältnis intakt, im Obergeschoss und teilweise im Erdgeschoss originale Fenster, Satteldach, im Giebel ein Rundbogenfenster, originale Tür, heute Wanderquartier Linz. | 08957116 |
| Weitere Bilder                          | Kirche mit Ausstattung | Mühlenstraße 25 (Karte)        | 1575 (Kirche); Ende 17. Jahrhundert (Skulpturen); 1859 (Kanzelaltar) | Schlichte barocke Saalkirche mit Dachreiter, ortshistorische Bedeutung. Mit Satteldach von 1575. Durchgreifende Erneuerung 1859 und nach 1945. Im Osten dreiseitiger Chorschluss. Der einfache Dachreiter von 1747. Im Inneren flachgedeckter Emporensaal. Kanzelaltar von 1859 mit Sandsteinfiguren der Evangelisten im oberen Geschoss vor Nischen stehend, im unteren auf Konsolen. Die Figuren schwungvolle Gestalten von George Heermann (1640–1700), Ende 17. Jahrhundert (Dehio Sachsen I, 1996). | 08957113 |
| Weitere Bilder                          | Zwei Grabmale und ein Kruzifix der Familie zu Münster sowie Denkmal für die Gefallenen des Ersten Weltkrieges auf dem Friedhof                      | Mühlenstraße 15 (Karte)        | 19. Jahrhundert (Grabmal und Kruzifix); nach 1918 (Kriegerdenkmal)   | Ortshistorische Bedeutung. Grabmale: - 1. Eisenkreuz mit Dreipassabschluss, Inschrift „Karl Graf zu Münster, Kgl.-Sächs. Landstallmeister, geb. Strehlau 24. Juli 1800 – gest. Moritzburg 5. Jan. 18...“ - 2. Eisenkreuz mit geradem Abschluss, geb. d. 4. Juni 1778 – gest. d. 21. August 1833 - Kruzifix mit eiserner Platte: „Also hat Gott die Welt geliebet, dass er seinen eingeborenen Sohn gab / und dass alle die an ihn glauben / nicht verloren werden, sondern das ewige / Leben haben. EV. Joh. 3,16.“, unterirdische Grüfte der Familie von Pohlenz - Kriegerdenkmal: gusseiserne Platte an Friedhofsmauer, Inschrift „Für ihr Vaterland starben 1914–1918 / Den Helden zu Ehren und zum Gedächtnis“, oben Stahlhelm im Blattkranz, unten Eichenlaub und Eisernes Kreuz | 08957110 |

## Tabellenlegende
- Bild: Bild des Kulturdenkmals, ggf. zusätzlich mit einem Link zu weiteren Fotos des Kulturdenkmals im Medienarchiv Wikimedia Commons. Wenn man auf das Kamerasymbol klickt, können Fotos zu Kulturdenkmalen aus dieser Liste hochgeladen werden:
- Bezeichnung: Denkmalgeschützte Objekte und ggf. Bauwerksname des Kulturdenkmals
- Lage: Straßenname und Hausnummer oder Flurstücknummer des Kulturdenkmals. Die Grundsortierung der Liste erfolgt nach dieser Adresse. Der Link (Karte) führt zu verschiedenen Kartendiensten mit der Position des Kulturdenkmals. Fehlt dieser Link, wurden die Koordinaten noch nicht eingetragen. Sind diese bekannt, können sie über ein Tool mit einer Kartenansicht einfach nachgetragen werden. In dieser Kartenansicht sind Kulturdenkmale ohne Koordinaten mit einem roten bzw. orangen Marker dargestellt und können durch Verschieben auf die richtige Position in der Karte mit Koordinaten versehen werden. Kulturdenkmale ohne Bild sind an einem blauen bzw. roten Marker erkennbar.
- Datierung: Baubeginn, Fertigstellung, Datum der Erstnennung oder grobe zeitliche Einordnung entsprechend des Eintrags in der sächsischen Denkmaldatenbank
- Beschreibung: Kurzcharakteristik des Kulturdenkmals entsprechend des Eintrags in der sächsischen Denkmaldatenbank, ggf. ergänzt durch die dort nur selten veröffentlichten Erfassungstexte oder zusätzliche Informationen
- ID: Vom Landesamt für Denkmalpflege Sachsen vergebene, das Kulturdenkmal eindeutig identifizierende Objekt-Nummer. Der Link führt zum PDF-Denkmaldokument des Landesamtes für Denkmalpflege Sachsen. Bei ehemaligen Kulturdenkmalen können die Objektnummern unbekannt sein und deshalb fehlen bzw. die Links von aus der Datenbank entfernten Objektnummern ins Leere führen. Ein ggf. vorhandenes Icon  führt zu den Angaben des Kulturdenkmals bei Wikidata.

## Ausführliche Denkmaltexte
1. ↑  Einzeldenkmale der Sachgesamtheit Schloss Schönfeld bei Großenhain:

Die auf einer Anhöhe gelegene, weithin sichtbare Schlossanlage, im sächsischen Raum von herausragender künstlerischer Bedeutung, wohl zwischen 1570 und 1590 entstanden. 1882 von Gotthilf Ludwig Möckel im Neurenaissance-Stil umgebaut und erweitert. Seit 1989 umfassende Restaurierung der Anlage.

Der Hof, um den sich die Gebäude unregelmäßig verteilt gruppieren, ist über eine ansteigende Zufahrt zu erreichen. Hauptgebäude der Anlage ist das Große Schloss, ein zweigeschossiger Putzbau, auf rechteckigem Grundriss, mit dreiachsigem Mittelrisalit und reichgegliedertem Volutengiebel, das Sitznischenportal in der Mittelachse in den Formen des 2. Viertels des 16. Jahrhunderts. An der Nordseite reichgegliederter Volutengiebel erhalten.

Im Inneren die Renaissance-Substanz an Holzbalkendecken in zwei Räumen sowie an einigen Sandsteinportalen und -konsolen erkennbar, der Gesamteindruck aber durch die umfassenden Erneuerungen von 1882 bestimmt. In fast allen Räumen Holzpaneele, im Speisezimmer Delfter Kacheln. Treppenhaus mit mächtiger, zum Teil mit Malereien versehener Holzbalkendecke.

Der Festsaal im ersten Obergeschoss ein besonders feierlicher, durch holzverkleidete Bogenarkaden getrennter Raum mit drei Fensterachsen und Empore. Über den Paneelen Ölgemälde mit Jagdszenen. Rundbogentüren aus Sandstein. Das schräg gegenüber befindliche Kleine Schloss ebenfalls auf rechteckigem Grundriss. In der Detailbehandlung dem Großen Schloss ähnlich. Daran anschließend die Wagenremise aus der Zeit des Umbaus.

Den Hauptakzent des Ensembles markiert der mit einer gewaltigen halbrunden Kuppel geschlossene, dreigeschossige Große Turm in der Nordwestecke der Anlage. Auf ihn laufen im stumpfen Winkel von Westen der Verbindungsbau zum Großen Schloss, von Osten der Küchentrakt zu. Der Turm selbst über der schiefergedeckten Kuppel von Laterne und spitzem Helm bekrönt. Auffallende Außengliederung: kräftige Blendgliederung durch hervortretende durchgehende Arkaden, im obersten Geschoss als Baluster ausgebildet, mit Rundbögen geschlossen. Im Innern die Treppe im Keller- und Erdgeschossbereich mittig quer durch den Rundbau verlaufend.

Nordöstlich an den Turm anschließend Küchentrakt und Kleiner Turm, Tordurchfahrt und Wirtschaftsgebäude. Der Verbindungsbau zwischen Großem Schloss und Turm mit aufwendiger Portalvorhalle. Aufwendige Sandsteinportale und Supraporten im Inneren (Dehio Sachsen I, 1996).